# Danny Aiello
Daniel Louis Aiello, Jr. (Nueva York, 20 de junio de 1933-Nueva Jersey, 12 de diciembre de 2019), más conocido como Danny Aiello, fue un actor estadounidense que trabajó en numerosas películas, incluyendo El padrino II (1974), The Front (1976), Érase una vez en América (1984), The Purple Rose of Cairo (1985), Hechizo de luna (1987), Hudson Hawk (1991), Ruby (1992), Léon (1994), 2 Days in the Valley (1996), Dinner Rush (2000) y Lucky Number Slevin (2006). Tuvo un papel crucial en Do the Right Thing (1989), donde interpretó a «Sal» Frangione, papel por el cual fue nominado al Óscar como mejor actor de reparto.

## Primeros años
Aiello, el quinto de seis hermanos, nació en Manhattan, hijo de Francesca (Pietrocova, de soltera), una costurera, y Daniel Louis Aiello Sr., un obrero, quien abandonó la familia después de que su esposa perdió la vista. Durante muchos años, Aiello condenó públicamente el abandono de su padre, pero se reconcilió con él en 1993. La familia se mudó a South Bronx cuando él tenía siete años de edad, y más tarde asistió a la Escuela Secundaria James Monroe. Su padre era hijo de inmigrantes italianos nacido en Estados Unidos, mientras que su madre había nacido en Nápoles y su familia también provenía de Sorrento.
Con dieciséis años, Aiello mintió sobre su edad para enrolarse en el Ejército de los Estados Unidos. Después de servir durante tres años, regresó a Nueva York y realizó varios trabajos para poder mantenerse y ayudar a su familia.
Durante los años 1960, fue presidente de un sindicato del tránsito estatal representando a los trabajadores de la línea de autobuses Greyhound. En 1967 estuvo a cargo de una huelga sin aprobar cuando la compañía cambió los horarios de los conductores de autobús. La huelga se organizó sin la autorización del sindicato y debido a ello fue sancionado. Después de un día, suspendió la huelga. También trabajó como guardia de seguridad en el club nocturno The Improv.

## Carrera

### Cine
Aiello comenzó su carrera en el cine a principios de los años 1970 como un como jugador de béisbol en el drama Bang the Drum Slowly (1973), junto a Robert De Niro. «Tenía cuarenta años cuando hice mi primera película. No sabía que demonios estaba haciendo. Mi interpretación en ese entonces, como no sabía cómo componer un personaje, era pura energía», recordó Aiello. A diferencia de muchos actores de su generación, no tenía estudios formales de actuación, lo que lo iba a llevar a ser considerado «un actor instintivo». Tuvo un pequeño papel como Tony Rosato en El padrino II (1974), donde improvisa la famosa frase «Michael Corleone says hello!» («¡Michael Corleone saluda!») antes de atacar a Frank Pentangeli (interpretado por Michael V. Gazzo).
Posteriormente actuó en Defiance (1980) junto a Jan-Michael Vincent, acerca de un grupo de residentes de Manhattan que se defienden ante un grupo de criminales que aterrorizan el barrio. Más tarde recibió considerable atención al interpretar a un policía en Fort Apache, The Bronx (1981) junto a Paul Newman. En 1981, Aiello ganó el Premio Daytime Emmy por su participación en ABC Afterschool Special.
Coincidió nuevamente con De Niro en película épica de gánsteres Érase una vez en América (1984) de Sergio Leone, interpretando a un jefe de policía también llamado «Aiello». Entre sus tantas participaciones en el cine aparecen tres películas junto al director Woody Allen que lo incluyó en Broadway Danny Rose (1984), La rosa púrpura del Cairo (1985) y Días de radio (1987). También participó junto a Jackie Chan en El protector (1985) donde interpretó a un policía de Nueva York. Aiello interpretó a Sal, el dueño de una pizzería en Do the Right Thing (1989), para la cual escribió una de las escenas que interpretó junto a John Turturro. Su actuación le valió candidaturas a los premios Globo de Oro y Óscar al mejor actor de reparto, mientras que las asociaciones de críticos de Boston, Chicago y Los Ángeles lo nombraron mejor actor de reparto.
También ha interpretado personajes más simpáticos, como el confundido prometido de Cher en Moonstruck (1987), y una cómica actuación travestido en Pret-a-Porter (1994), un filme de Robert Altman acerca de la industria de la moda. Dio vida a personajes de similar tono en filmes como Jacob's Ladder (1990) y la comedia 29th Street (1991). También interpretó a Jack Ruby, el dueño de un club nocturno que asesinó a Lee Harvey Oswald, en la biopic Ruby, protagonizó la sátira sobre la industria del cine The Pickle (1993), realizó el rol que le da título al filme ganador del Óscar Lieberman in Love e interpretó a un poderoso político vinculado con la mafia en City Hall, protagonizada por Al Pacino. Más adelante, protagonizó los filmes independientes Brooklyn Lobster (2005) y Dolly Baby (2012).

### Música
Su voz como cantante se utilizó en películas como Hudson Hawk (1991), Once Around (1991) y Remedy (2005), protagonizada por su hijo Ricky Aiello. Editó varios álbumes, incluyendo I Just Wanted to Hear The Words (2004), Live from Atlantic City (2008) y My Christmas Song for You (2010). En 2011 lanzó el álbum Bridges junto al productor de EMI Hasan Johnson.
En 1986 hizo un cameo como el padre de Madonna en el videoclip de la cantante «Papa Don't Preach»; curiosamente, pocos meses después Aiello grabó una canción en respuesta a la de Madonna: «Papa Wants The Best For You».

### Teatro
Algunas de las obras de Broadway en las que trabajó son Gemini, The Floating Light Bulb (una obra semiautobiográfica de Woody Allen), Hurlyburly y The House of Blue Leaves.

## Vida privada
Desde principios de los años 1980, Aiello vivió en Ramsey (Nueva Jersey). Más tarde se trasladaría a Saddle River (Nueva Jersey). Se casó con Sandy Cohen y tuvo cuatro hijos: Danny Aiello III (1957-2010), Rick Aiello, Jamie Aiello y Stacy Aiello. Danny Aiello III trabajaba como doble. Aiello era católico y su esposa judía. También era conservador y del Partido Republicano. Criticó los estereotipos y el lenguaje grosero en la pantalla, mencionando la serie Los Soprano.
Falleció a los ochenta y seis años, la noche del 12 de diciembre de 2019 en una clínica de Nueva Jersey, donde ingresó para tratar una enfermedad repentina.

## Filmografía
- Bang the Drum Slowly (1973) - Horse
- The Godmothers (1973) (sin acreditar)
- El padrino II (1974) - Tony Rosato
- The Front (1976) - Danny LaGattuta
- Hooch (1977)
- Lovey: A Circle of Children, Part II (1978) - Bernie Serino
- Bloodbrothers (1978) - Artie
- The Last Tenant (1978) - Carl
- Fingers (1978) - Butch
- Hide in Plain Sight (1980) - Sal Carvello
- Defiance (1980) .... Carmine
- Chu Chu and the Philly Flash (1981) - Johnson
- Fort Apache, The Bronx (1981) - Morgan
- A Question of Honor (1982) - Martelli
- Blood Feud (1983) - Randy Powers
- Old Enough (1984) - Mr. Bruckner
- Érase una vez en América (1984) - Police Chief Vincent Aiello
- Broadway Danny Rose (1984) (sin acreditar)
- Death Mask (1984) - Capt. Mike Grasso
- Key Exchange (1985) - Carabello
- El protector (1985) - Danny Garoni
- The Stuff (1985) - Vickers
- Lady Blue (1985) - Lt. Terry McNichols
- The Purple Rose of Cairo (1985) - Monk
- Hechizo de luna (1987) - Mr. Johnny Cammareri
- The Pick-up Artist (1987) - Phil Harper
- Man on Fire (1987) - Conti
- Daddy (1987) - Coach Jacobs
- The Hustler of Money (1987) - Master of Ceremonies
- Días de radio (1987) - Rocco
- White Hot (1988) - Charlie Buick
- Russicum - I giorni del diavolo (1988) - George Sherman
- Alone in the Neon Jungle (1988) - Chief
- Harlem Nights (1989) - Phil Cantone
- The Preppie Murder (1989) - Det. Mike Sheehan
- Do the Right Thing (1989) - Salvatore "Sal" Fragione
- The January Man (1989) - Captain Vincent Alcoa
- Shocktroop (1989) - John Cunningham
- The Closer (1990) - Chester Grant
- Jacob's Ladder (1990) - Louis
- He Ain't Heavy (1990)
- 29th Street (1991) - Frank Pesce, Sr.
- Hudson Hawk (1991) - Tommy "Five-Tone" Messina
- Once Around (1991) - Joe Bella
- Gente de Sunset Boulevard (1992) - Carmine Rasso
- Ruby (1992) - Jack Ruby
- Me and the Kid (1993) - Harry
- The Pickle (1993) - Harry Stone
- The Cemetery Club (1993) - Ben Katz
- Prêt-à-Porter (1994) - Major Hamilton
- Léon (1994) - Tony
- Save the Rabbits (1994) - Ronnie
- Two Much (1995) - Gene
- Brothers' Destiny (1995) - Duke
- Lieberman in Love (1995) - Joe Lieberman
- Power of Attorney (1995) - Joseph Scassi
- 2 Days in the Valley (1996) - Dosmo Pizzo
- Mojave Moon (1996) - Al
- City Hall (1996) - Frank Anselmo
- The Last Don (1997) - Domenico Clericuzio
- Bring Me the Head of Mavis Davis (1997) - Mr. Rathbone
- A Brooklyn State of Mind (1997) - Danny Parente
- Wilbur Falls (1998) - Phillip Devereaux
- 18 Shades of Dust (1999) - Vincent Dianni
- El príncipe de Central Park (2000) - Noah Cairn
- Dinner Rush (2000) - Louis Cropa
- Mambo Café (2000) - Joey
- Desafinado (2001) - Fabrizio Bernini
- Mail Order Bride (2003) - Tony Santini
- Zeyda and the Hitman (2004) - Nathan
- Brooklyn Lobster (2005) - Frank Giorgio
- The Fool (2005) - Voice of the Dummy
- A Broken Sole (2006) - The Shoemaker
- The Last Request (2006) - Pop
- Lucky Number Slevin (2006) - Roth
- Stiffs (2010) - Frank Tramontana
- Dolly Baby (2013) - Tony Lanza
- Henry & Me (2014) - Dr. Acosta (voz)
- Reach Me (2014) - Father Paul
- The Neighborhood - Joseph Donatello
- Little Italy (2018) - Carlo
- The Last Big Save (2019) - Louis Brown
- Making a Deal With The Devil (2019) - Mario
- One Moment (2021) - Joe McGuinness

## Premios y nominaciones
| Año  | Premio                                        | Categoría                              | Título                                         | Resultado | Ref.   |
| ---- | --------------------------------------------- | -------------------------------------- | ---------------------------------------------- | --------- | ------ |
| 1981 | Premios Daytime Emmy                          | Mejor artista en programación infantil | ABC Afterschool Special: A Family of Strangers | Ganador   |        |
| 1989 | Premios Óscar                                 | Mejor actor de reparto                 | Do the Right Thing                             | Candidato | [ 19 ] |
| 1989 | Premios Globo de Oro                          | Mejor actor de reparto                 | Do the Right Thing                             | Candidato | [ 18 ] |
| 1989 | Asociación de Críticos de Cine de Boston      | Mejor actor de reparto                 | Do the Right Thing                             | Ganador   | [ 19 ] |
| 1989 | Asociación de Críticos de Cine de Los Ángeles | Mejor actor de reparto                 | Do the Right Thing                             | Ganador   | [ 18 ] |
| 1989 | Asociación de Críticos de Cine de Chicago     | Mejor actor de reparto                 | Do the Right Thing                             | Ganador   | [ 19 ] |
| 1991 | Asociación de Críticos de Cine de Chicago     | Mejor actor de reparto                 | Once Around                                    | Candidato |        |
| 1994 | National Board of Review                      | Mejor reparto                          | Prêt-à-Porter                                  | Ganador   |        |